# 訓原村
訓原村（くにはらむら）は、愛知県西春日井郡にかつて存在した村である。
現在の北名古屋市東部（旧・師勝町南部）に該当する。

## 歴史
- 1889年（明治22年）10月1日[要出典] - 久地野村、二子村、高田寺村、井瀬木村、能田村、片場村が合併し、訓原村が発足[1]。
- 1906年（明治39年）7月16日 - 鹿田村、六師村、熊之庄村と合併し師勝町発足[1]。同日、訓原村は廃止[1][2]。